# Еннепеталь
Еннепеталь (нім. Ennepetal) — місто в Німеччині, розташоване в землі Північний Рейн-Вестфалія. Підпорядковується адміністративному округу Арнсберг. Входить до складу району Еннепе-Рур.
Площа — 57,42 км2. Населення становить 30 117 ос. (станом на 31 грудня 2020). Місто потрапило в заголовки газет, коли 12 квітня 2005 року загарбник вихопив кількох школярів зі шкільного автобуса і взяв їх у заручники (див. Захоплення заручників в Еннепеталі).

## Галерея

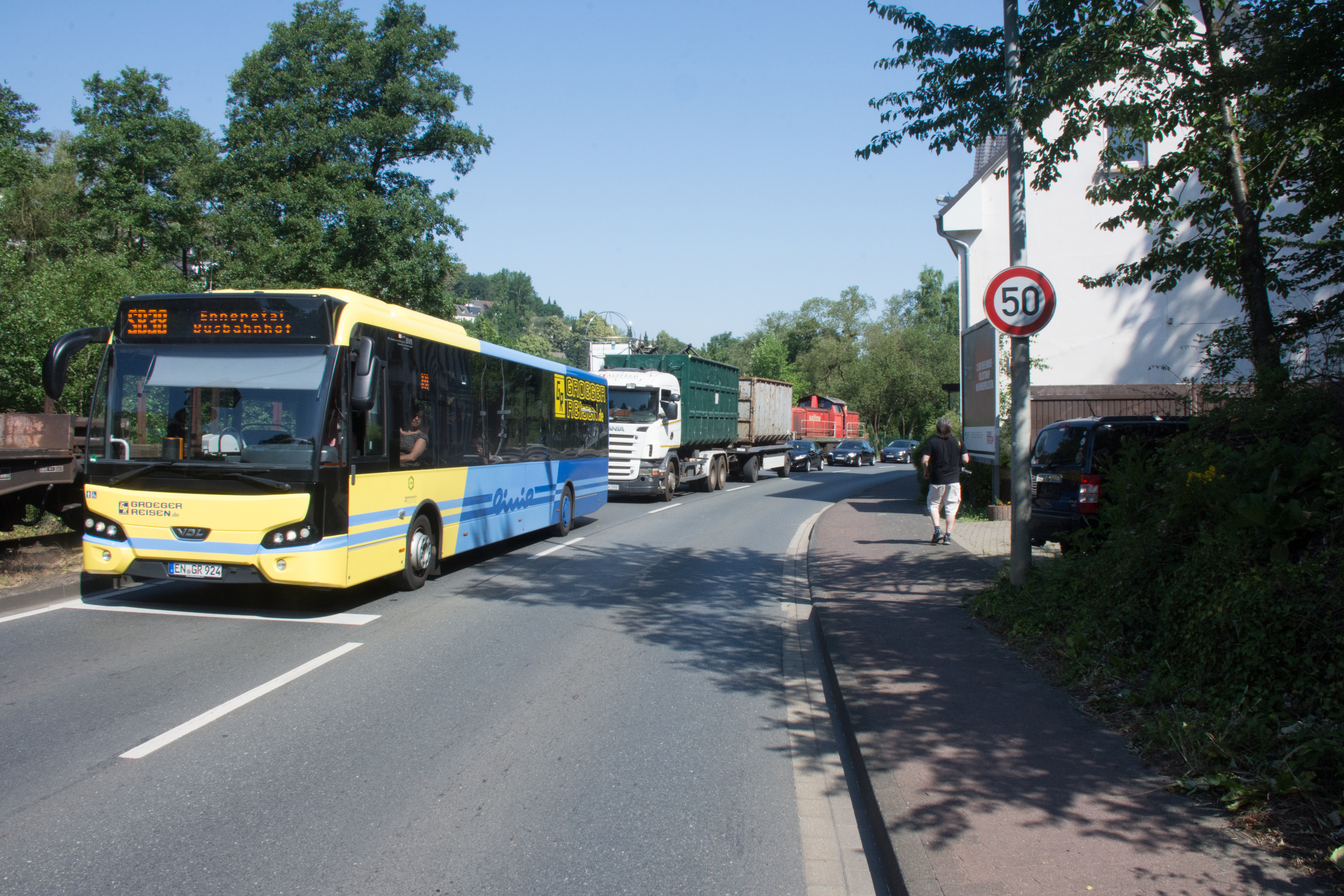
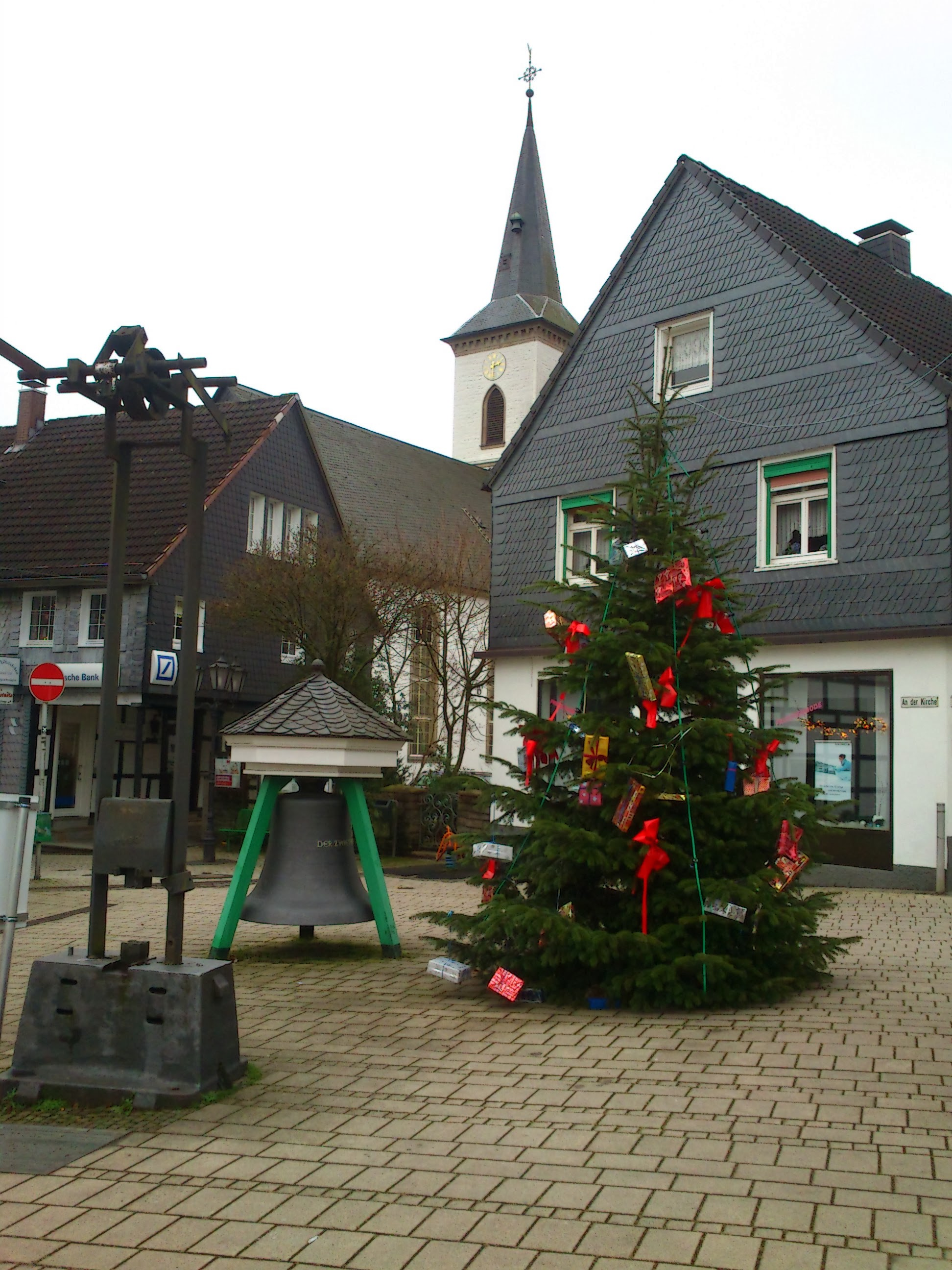
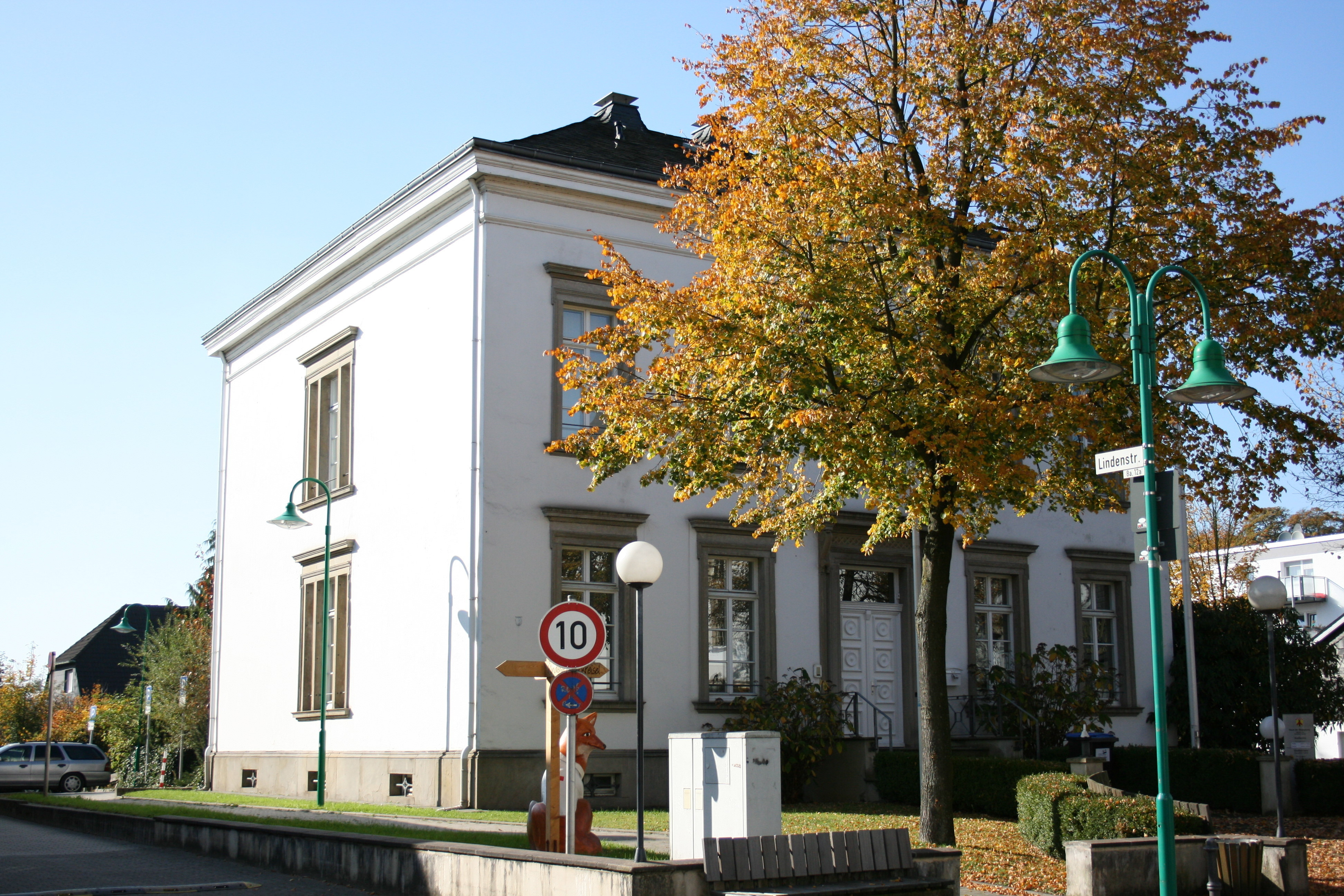
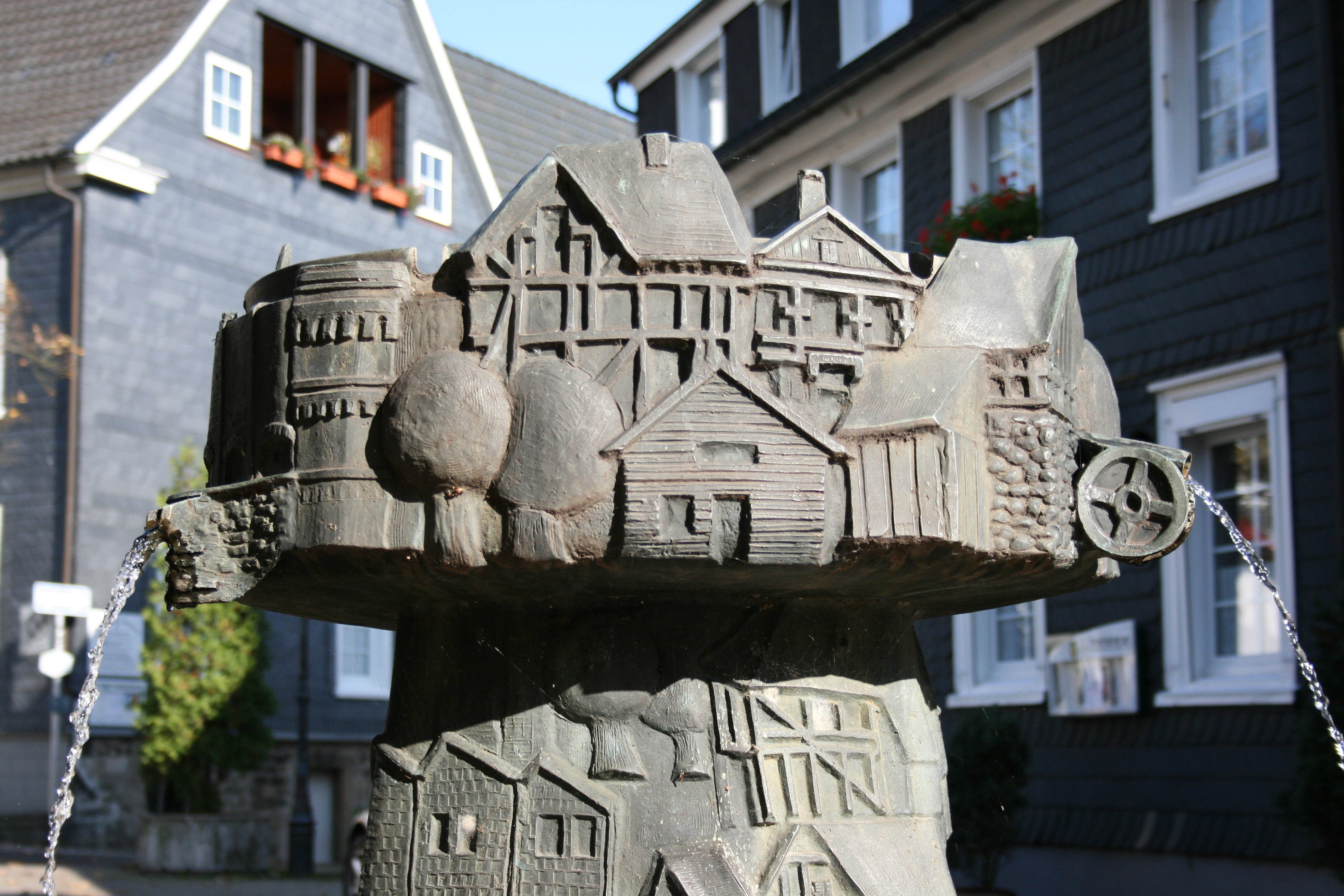